# Universidad Chapman
La Universidad de Chapman es una universidad privada ubicada en el condado de Orange, California, Estados Unidos. Cuenta con once facultades, y la universidad está clasificada como una de las "R2: Universidades Doctorales – de Alta actividad de investigación".

## Historia
Fue fundada originalmente en Woodland, California, bajo el nombre Hesperian College, la universidad comenzó clases el 4 de marzo de 1861. Su inauguración se programó para coincidir con la hora de la primera toma de posesión de Abraham Lincoln . Hesperian admitió estudiantes sin importar su sexo o raza. A lo largo de sus primeras décadas, la universidad cambió de nombre y se reubicó varias veces. En 1896, Hesperian se fusionó con el Pierce Christian College para formar el Berkeley Bible Seminary en Berkeley, California. Posteriormente la universidad se trasladó a San Francisco como California Bible College. En 1920, la escuela fue adquirida por el California Christian College, y se trasladó al sur de California, convirtiéndose en la California School of Christianity, en Los Ángeles. En 1923, la escuela volvió a llamarse California Christian College.
En 1934, la escuela se convirtió en Chapman College  en honor al presidente de su junta directiva (y principal benefactor), CC Chapman. En 1954, la Universidad de Chapman se trasladó permanentemente a su campus actual en la ciudad de Orange, en el antiguo sitio del Orange High School. En el año 1991, James L. Doti se convirtió en presidente de la universidad, y el Departamento de Educación se convirtió en la Facultad de Educación (ahora conocida como el Donna Ford Attallah College of Educational Studies) y se estableció lo que ahora se conoce como el Wilkinson College of Arts, Humanities, and Social Sciences. La Escuela de Cine y Televisión, ahora Dodge College of Film and Media Arts en Marion Knott Studios, abrió sus puertas en 1996.
Entre 2000 y 2010, la Universidad de Chapman se expandió para incluir el Centro Rodgers para la Educación sobre el Holocausto, las Bibliotecas Leatherby, el Centro Interreligioso Fish, el Complejo Atlético Erin J. Anderson, la Facultad de Ciencia y Tecnología Schmid y el Instituto de Ciencias Económicas de la Escuela Argyros dirigido por Vernon L. Smith. El Campus de Ciencias de la Salud Rinker abrió sus puertas en Irvine, California, en 2013 y se convirtió en la sede de la Facultad de Farmacia. El matemático Daniele C. Struppa asumió la presidencia en 2016. Ese mismo año se inauguró el Centro Musco para las Artes. La sala de conciertos cuenta con una capacidad para 1.110 personas.
El Centro Keck de Ciencias e Ingeniería abrió sus puertas en 2018, y poco después se inauguró la Escuela de Ingeniería Dale E. y Sarah Ann Fowler. Entre 2018 y 2022, la Universidad de Chapman obtuvo la Clasificación Carnegie R2: Universidad Doctoral - de Alta Actividad de Investigación y fue clasificada a nivel nacional por US News & World Report.

## Clasificaciones y admisiones
En la clasificación de 2020 de las mejores universidades de Estados Unidos ' US News & World Report, la universidad pasó del grupo de universidades de nivel de maestría de la región occidental al grupo de Universidades Nacionales, con una clasificación de debut empatada en el puesto 125. La reclasificación se debió a la elevación de Chapman al estado R2 por la Clasificación Carnegie de Instituciones de Educación Superior en reconocimiento a su alta actividad de investigación. US News utiliza las clasificaciones Carnegie para su categorización de universidades.
Para la clase de 2022 (inscripciones en otoño de 2018), Chapman recibió 14.198 solicitudes, aceptó 7.605 (53,6 %) e inscribió a 1.660. Para los estudiantes de primer año que se inscribieron, el puntaje promedio del SAT fue 640 para lectura y escritura y 638 para matemáticas, mientras que el puntaje compuesto promedio del ACT fue 27.9. El promedio de calificaciones (GPA) de la escuela secundaria fue 3,75 (sin ponderar) en una escala de 4,0.